# Upplagshavare
En upplagshavare är en näringsidkare som fått tillstånd att i ett skatteupplag lagra varor som är belagda med punktskatt utan att omsättningen, de gemenskapsinterna förvärven eller importen beskattas. Utnyttjandet av ett skatteupplag innebär ett uppskovsförfarande med punktskatten, som betalas först när varan tas ut ur skatteupplaget.
Inom Europeiska unionen hanteras punktskatterna och uppskoven vanligen via Excise Movement Control System (EMCS).

## Sverige
I Sverige sker godkännande av upplagshavare av Skatteverket. Som upplagshavare får den person godkännas som i större omfattning yrkesmässigt lagrar sådana varor som definieras i Skatteverkets regler.